# Xylota semulater
Xylota semulater är en tvåvingeart som först beskrevs av Harris 1780.  Xylota semulater ingår i släktet vedblomflugor, och familjen blomflugor. Inga underarter finns listade i Catalogue of Life.